# Twice
Twice (hangul: 트와이스) är en sydkoreansk tjejgrupp bildad av JYP Entertainment. Gruppen består av nio medlemmar: Nayeon, Jeongyeon, Momo, Sana, Jihyo, Mina, Dahyun, Chaeyoung och Tzuyu. Twice bildades under tv-programmet Sixteen (2015) och debuterade den 20 oktober 2015 med EP:n The Story Begins.
Sedan december 2020 har gruppen sålt över 10 miljoner album i Sydkorea och Japan. 
Idag är Twice en av de främsta sydkoreanska tjejgrupperna i den sydkoreanska popscenen. De har värderats till 8,7 miljoner US dollar i reklamvärde.

## Artisteri
Twice är mest anmärkningsvärd för deras konsekventa användning av "söta" koncept som ytterligare stöddes av gruppens bubbelgumpopljud, som sågs som en avvikelse från den vanliga retromusikstilen som sågs i andra tjejgrupper Wonder Girls och Miss A. Gruppen hade kommit för att utveckla en signatur "färgpop" ljudstil som beskrivs som en kombination av rock, R&B och hiphop i kombination med anmärkningsvärda melodislingor i deras musik.
Gruppen är också känd för att ta med modern onlinekultur i sina musikreleaser och deras motsvarande musikvideor. Till exempel är deras 2016-singel "TT" sitt namn efter den gråtande uttryckssymbolen som imiterades i gruppens koreografi, medan deras 2017-låt "Likey" lyriskt anspelar på Instagram-kultur och svårheten att upprätthålla en vacker bild på sociala medier. I musikvideon till sin 2018 singel "What Is Love?", refererade gruppen till flera filmer inklusive The Princess Diaries, Ghost, La Boum, Pulp Fiction, Romeo + Julia, Love Letter, La La Land och Leon: The professional. 

## Medlemmar
- Nayeon (나연) – vokalist, dansare
- Jeongyeon (정연) – vokalist
- Momo (모모/モモ) – dansare, vokalist, rappare
- Sana (사나/サナ) – vokalist
- Jihyo (지효) – ledare, vokalist
- Mina (미나/ミナ) – dansare, vokalist
- Dahyun (다현) – rappare, vokalist
- Chaeyoung (채영) – rappare, vokalist
- Tzuyu (쯔의/子瑜）– dansare, vokalist

### Tidslinje
I juli 2019 tog Mina en paus från aktiviteter på grund av hennes plötsliga extrema ångest och osäkerhetsproblem när hon uppträdde på scen. Hon återupptog sina aktiviteter i februari 2020.
I oktober 2020 tog Jeongyeon en paus från alla aktiviteter på grund av hennes ångestsyndrom. Hon återupptog sina aktiviteter den 31 januari 2021. I augusti–november 2021 tog Jeongyeon uppehåll igen på grund av panik och ångestsyndrom.

## Diskografi

### Album

#### Koreanska album
- The Story Begins (2015)
- Page Two (2016)
- Twicecoaster: Lane 1 (2016)
- Twicecoaster: Lane 2 (2017)
- Signal (2017)
- Twicetagram (2017)
- Merry & Happy (2017)
- What Is Love? (2018)
- Summer Nights (2018)
- Yes or Yes (2018)
- The Year of "Yes" (2018)
- Fancy You (2019)
- Feel Special (2019)
- More & More (2020)
- Eyes Wide Open (2020)
- Taste of Love (2021)
- Formula of Love: O+T=<3 (2021)
- Between 1&2 (2022)
- Ready to Be (2023)
- With You-th (2024)
- Strategy (2024)
- This is for (2025)

#### Japanska album
- BDZ (2018)
- &Twice (2019)
- Perfect World (2021)
- Celebrate (2022)
- Dive (2024)

### Singlar
| År       | Titel                                           | Topplacering          | Topplacering   |
| År       | Titel                                           | Sydkorea (Gaon Chart) | Japan (Oricon) |
| -------- | ----------------------------------------------- | --------------------- | -------------- |
| 2015     | "Like Ooh-Ahh"                                  | 10                    | —              |
| 2016     | "Cheer Up"                                      | 1                     | 17             |
| 2016     | "TT"                                            | 1                     | —              |
| 2017     | "Knock Knock"                                   | 1                     | —              |
| 2017     | "Signal"                                        | 1                     | —              |
| 2017     | "Likey"                                         | 1                     | —              |
| 2017     | "Heart Shaker"                                  | 1                     | 5              |
| 2018     | "What is Love?"                                 | 1                     | 5              |
| 2018     | "Dance the Night Away"                          | 1                     | 11             |
| 2018     | "YES or YES"                                    | 1                     | 14             |
| 2018     | "The Best Thing I Ever Did" (올해 제일 잘한 일) | 27                    | —              |
| 2019     | "Fancy"                                         | 3                     | 8              |
| 2019     | "Feel Special"                                  | 9                     | 13             |
| 2020     | "More & More"                                   | 4                     | 10             |
| 2020     | "I Can't Stop Me"                               | 8                     | 9              |
| 2020     | "Cry for Me"                                    | 164                   | —              |
| 2021     | "Alcohol-Free"                                  | 6                     | —              |
| 2021     | "Scientist"                                     | 32                    | —              |
| 2022     | "Talk That Talk"                                | 20                    | 27             |
| 2023     | "Set Me Free"                                   | 94                    | 16             |
| 2024     | "One Spark"                                     | 126                   | 29             |
| Japanska |                                                 |                       |                |
| 2017     | "One More Time"                                 | —                     | 1              |
| 2018     | "Candy Pop"                                     | —                     | 1              |
| 2018     | "Wake Me Up"                                    | —                     | 1              |
| 2018     | "BDZ"                                           | —                     | 7              |
| 2019     | ”Happy Happy”                                   | —                     | 2              |
| 2019     | ”Breakthrough”                                  | —                     | 1              |
| 2019     | "Fake & True"                                   | —                     | —              |
| 2020     | "Fanfare"                                       | —                     | 1              |
| 2020     | "Better"                                        | —                     | 2              |
| 2021     | "Kura Kura"                                     | —                     | 3              |
| 2021     | "Perfect World"                                 | —                     | —              |
| 2021     | "Doughnut"                                      | —                     | 3              |
| 2022     | "Celebrate"                                     | 174                   | —              |
| 2023     | "Hare Hare"                                     | —                     | 2              |
| 2024     | "Dive"                                          | —                     | —              |